# Кипрей широколистный
Кипрей широколистный (Epilobium latifolium), или Ива́н-чай широколи́стный, (лат. Chamaenérion latifólium) — травянистое многолетнее растение семейства Кипрейные (Onagraceae). Во многих более ранних классификациях относился к роду Иван-чай (Chamerion), по современной классификации на основе APG IV, полностью включенного в род Кипрей.

## Распространение и среда обитания
Циркумбореальный вид, растёт в северных районах Северного полушария, в том числе субарктических и арктических областях, в широком диапазоне высот.
Пионер заселения приречных галечников. Сомкнутых травостоев не образует, встречается в небольшом количестве.

## Ботаническое описание
Листья имеют длину от 1 до 10 см, форма колеблется от копьевидной до овальной, они могут быть заострёнными или округлыми на концах, могут быть покрыты волосками.
Соцветие — кисть из цветков с ярким тёмно-розовым, иногда белым, цветом лепестков до 3 сантиметров в длину.

## Значение и применение
Удовлетворительно и местами хорошо поедается северным оленем (Rangifer tarandus). Поедается зайцами и гусями. На Омолоне присутствовал в летнем рационе лосей. По наблюдениям на Алтае скотом не поедается.

## Синонимы
По данным The Plant List:
- Chamaenerion halimifolium Salisb.
- Chamaenerion latifolium (L.) Sweet
- Chamaenerion latifolium var. grandiflorum Rydb.
- Chamaenerion latifolium var. megalobum Nieuwl.
- Chamaenerion latifolium var. parviflora Hartz
- Chamerion latifolium (L.) Holub
- Epilobium changaicum Grubov
- Epilobium corymbosum Rottb.
- Epilobium frigidum Retz.
- Epilobium glaucum Nasarow [Illegitimate]
- Epilobium grandiflorum Jacquem. ex Cambess.
- Epilobium halleri Retz.
- Epilobium humile Willd. ex Stev.
- Epilobium kamtschaticum Lepech.
- Epilobium kesamitsui T.Yamaz.
- Epilobium latifolium var. albiflorum (Nath.) A.E.Porsild
- Epilobium latifolium var. album Hutchison
- Epilobium latifolium f. latifolium
- Epilobium latifolium subsp. latifolium
- Epilobium latifolium subsp. leucanthum Ulke
- Epilobium latifolium f. leucanthum (Ulke) Fernald
- Epilobium latifolium f. munzii Lepage
- Epilobium latifolium var. tetrapetalum Pall. ex Pursh
- Epilobium pauciflorum Schrank
- Epilobium rhexiiflorum Fisch. ex Hausskn.
- Epilobium venustum Douglas ex Steud.